# So This Is London (film 1939)
So This Is London è un film del 1939 diretto da Thornton Freeland. La sceneggiatura si basa sul lavoro teatrale So This Is London di Arthur Frederick Goodrich, prodotto a Broadway da George M. Cohan.

## Produzione
Il film, prodotto dalla Twentieth Century-Fox Productions, venne girato nei Pinewood Studios. La Fox aveva già prodotta nel 1930, diretta da John G. Blystone, una versione precedente, So This Is London con Will Rogers e Irene Rich.

## Distribuzione
Distribuito dalla Twentieth Century Fox Film Company (come Twentieth Century Productions, la sezione britannica della Twentieth Century Fox), uscì nelle sale cinematografiche britanniche nel marzo 1939. Negli Stati Uniti, il film fu distribuito il 3 maggio 1940.